# Vetro curvo

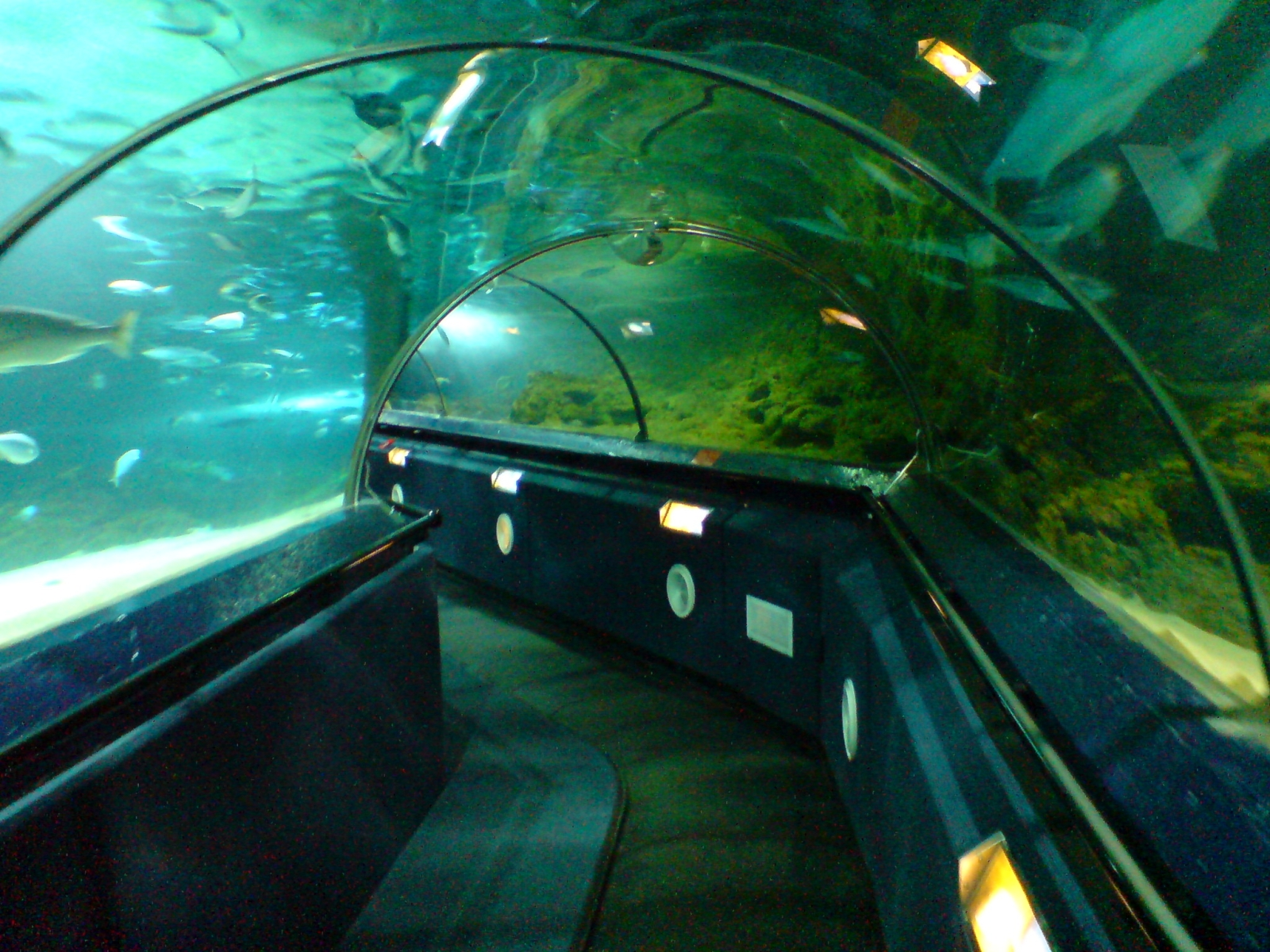
Vetro curvo all'interno dell'Acquario marino di Kelly Tarlton.

Il vetro curvo (o vetro curvato) è un vetro che è stato reso curvo in seguito ad un processo termico e successivo raffreddamento.

## Tipologie
Esistono tre tipologie di vetri curvi:
- Vetro curvo tradizionale
- Vetro curvo temprato
- Vetro curvo stratificato.

## Processo
Il vetro viene sottoposto ad un processo di riscaldamento graduale a temperature comprese tra i 500 ed i 600 °C, in seguito al quale rammollisce e aderisce per forza di gravità ad uno stampo curvo (concavo o convesso) situato sul fondo dell'ambiente riscaldato.
La fase di raffreddamento avviene molto lentamente, per consentire al materiale di acquisire una resistenza alla flessione maggiore rispetto ad un normale vetro piano (la resistenza è maggiore anche rispetto ad un vetro piano temprato).
Il vetro curvo può essere inoltre levigato con uno speciale flex.
È possibile curvare vetri colorati, fusi, riflettenti, stampati, di spessore compreso tra i 4 e i 19 millimetri e con dimensioni non superiori a 3×4 o 2×5 metri. Inoltre si possono curvare vetri rifiniti che abbiano subito operazioni quali la serigrafazione, l'incisione, la foratura, la sabbiatura, o l'inclusione di asole.

## Utilizzi
Gli utilizzi del vetro curvo dipendono dalla particolare tipologia:
- I vetri curvi tradizionali e quelli temprati sono adatti all'uso nel settore dell'abbigliamento, della refrigerazione, dell'illuminazione, degli elettrodomestici e dell'arredo urbano.
- I vetri curvi stratificati invece sono usati nel settore edilizio, nell'industria automobilistica e nei cantieri navali. Fra gli usi del settore edilizio vi sono le facciate continue, gli ascensori panoramici, le bussole girevoli, le coperture architettoniche e le vetrature blindate.